# Le Roux (Ardèche)
Le Roux é uma comuna francesa na região administrativa de Auvérnia-Ródano-Alpes, no departamento de Ardèche. Estende-se por uma área de 16,43 km². Em 2010 a comuna tinha 57 habitantes (densidade: 3,5 hab./km²).